# Rőder Iván
Rőder Iván (Kolozsvár, 1924. május 3. – Budapest, 1988. június 10.) gépészmérnök.

## Életpályája
Iskoláit Kolozsváron végezte el. 1944–1946 között katonai szolgálatot teljesített. 1946–1947 között a Goldberger Textilgyárban betanított segédszerelő volt. 1947-ben elvégezte a Bolyai János Textilipari Technikumot. 1948–1951 között a Kőbányai Fonógyárban technikusként dolgozott. 1951-ben a Textilipari Kutató Intézetbe került, ahol technikusként működött; 1969-től tudományos munkatárs, főmunkatárs, majd tudományos osztályvezető volt. 1969-ben a Budapesti Műszaki és Gazdaságtudományi Egyetemen gépészmérnöki diplomát szerzett. 1980-ban nyugdíjba vonult.
Szerkesztette a Pamutipar című szakmai folyóiratot. Tagja volt a Magyar Textiltechnika szerkesztőbizottságának. A pamuttípusú szálasanyagok fonásra való előkészítésének technológiájával, és az erre szolgáló gépek fejlesztésével foglalkozott.

## Művei
- A pamutipari gyűrűsfonó munkaszervezési szabályzata (Turi Istvánnal és Solti Pállal, Budapest, 1952)
- Rövidített fonási eljárások alkalmazása pamutfonodákban (Teschler Ferenccel és Rónai Endrével, Budapest, 1954)
- A pamutfonás kézikönyve (Tóth Bélával, Budapest, 1954)
- Műszálfeldolgozás a pamutfonó és szövőiparban (Fontos Kálmánnal és Márk Ferenccel, Budapest, 1956)
- Mezőgazdasági, könnyűipari és vegyipari külkereskedelmi alapismeretek (Szanyi Jenővel és Miklóssy Gáborral, Budapest, 1959)
- Fonástechnológia (Bangha Jenővel és Hahner Lajossal, Budapest, 1961)
- A pamutfonás technológiája. I-II. (Budapest, 1973–1976)

## Díjai
- Eötvös Loránd-díj (1977)